# Booker Bay (Nouvelle-Galles du Sud)
Pour les articles homonymes, voir Booker (homonymie).
Booker Bay est une localité australienne située dans la zone d'administration locale de la Côte centrale, en Nouvelle-Galles du Sud.

## Géographie
Booker Bay est située au sud-est de Woy Woy sur la baie de Brisbane Water, dans la région de la Côte centrale, à 80 km au nord de Sydney.

## Démographie
| 2001  | 2011  | 2021  |
| ----- | ----- | ----- |
| 1 325 | 1 136 | 1 442 |